# 冀朝鼎

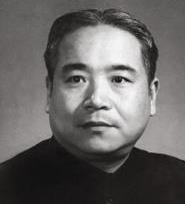
1950年代的冀朝鼎

冀朝鼎（1903年—1963年8月9日），笔名动平，山西汾阳县建昌村人。冀贡泉之子，冀朝铸之兄。芝加哥大学法学博士，哥伦比亚大学经济学博士。潛伏於中華民國政府的中共秘密黨員。曾重度参与国民政府的财政决策，并被认为是金圆券币改的主要策划者。著有《中国历史上的基本经济区》。

## 早年
9岁前在家乡受祖父私塾教育。1913年父亲冀贡泉辞去北京教育部职务，回太原在山西法政专门学校任教务长，冀朝鼎插班进入省立模范小学就读。1914年母亲病逝。1916年考入清华留美预备学校。1918年成立“暑期修业团”，宣传新文化运动。受无政府主义和“劳工神圣”影响，组织工读团。每天到工场劳动一小时，主要是印刷信笺、信封，开荒种菜，并和清华园附近的车夫广泛接触，深入劳动人民中去。1919年参加五四运动，在1919年“六三大宣传”中被捕。获释后把“暑期修业团”改组为唯真学会，首任会长，针对当时清华同学多是官僚贵族士绅子弟的旧社会恶习，实行“八不主义”：不抽烟、不酗酒、不赌、不嫖、不讲假话、不贪污、不做军阀爪牙、舍私为公。1924年获清华英语演讲竞赛的第一名，代表学校参加校际英文辩论赛。出演过洪深的名剧《屠夫》。1924年唯真学会已经控制了校学生自治会，冀朝鼎任评议部委员。

## 留美
1924年从清华甲子班毕业，赴美国留学前，以唯真学会毕业代表身份拜会了李大钊、鲍名权、辜鸿铭。以庚子賠款獎學金入芝加哥大学历史系。1926年获得芝加哥大学哲学学士学位。1926年参加留美学生和华侨响应上海五卅运动的反帝爱国活动，任《芝城侨声报》编辑，并被推选为芝加哥大学国际学生会委员长及会计。加入美共领导的外围群众组织美国反帝大同盟，从事留学生与华侨的反帝宣传工作，与留学生中右翼分子做斗争，如与罗隆基为首的“大江学社”鼓吹的国家主义思想展开激烈论战。1926年冬以三分之二以上压倒多数当选芝加哥中国留学生会会长。组织创办了“中山学会”，宣传孙中山的“三大政策”。1927年1月以美共领导的反帝大同盟和美国“中山学会”代表身份出席2月10日在布鲁塞尔召开的世界反對帝國主義大同盟成立大会，经与会代表中共欧洲支部负责人廖焕星介绍在巴黎加入中共旅欧支部。
1927年5月，美共中央委员会下设中国局；1927年6月召开了中国局第一次代表大会，选举产生了中国局委员会，冀朝鼎为委员、中文《先锋报》编辑。这时在留学生、华侨的发动争取工作已经基本完成，大家纷纷要回国参加革命，于是征得美共批准，派冀朝鼎、章友江先行回国。1927年9月乘船离开纽约赴欧洲，在柏林时廖焕星邀请冀朝鼎与章友江作为学生代表，到莫斯科参加庆祝十月革命十周年纪念活动。之后冀朝鼎被送到莫斯科中山大学中国问题研究所学习。1928年7月为参加共产国际第六次代表大会的中共驻赤色职工国际代表苏兆征、邓中夏等做秘书和翻译。参加大会的美共主席福斯特遇见冀朝鼎、章友江时问：“你们不是回中国参加革命吗？怎么在这里？”了解情况后，提出经过反托斗争，美共机关报《工人日报》编辑部没剩几个人，希望冀朝鼎能回美国去担任该报编辑，此事获得周恩来同意。1929年7月参加了在德国法兰克福召开的世界反對帝國主義大同盟第二次大会，谴责了国民党政权屠杀中国革命战士，并支持了中国工人农民在中国共产党领导下高举土地革命的武装斗争旗帜。会上结识了德共历史学家魏复古，受其马克思主义历史分析方法影响，从地理与经济的分析考察历史。随后冀朝鼎由德国赴美，在纽约做《工人日报》国际版编辑直至1938年，以“李查德·敦平”（Richard Doonping）这个化名发表了很多文章。并继续学业，1929年获芝加哥大学法学硕士学位。还在美共党校和工人学校讲授第三国际纲领和殖民地革命运动。参加国际赤色济难会在纽约的分支组织国际劳工保卫，这是一个法律援助机构。担任中文《先锋报》教育组组长并撰稿。在美国共产党中国局做党的工作。1930年10月22日在百老汇参加苏联剧作家谢尔盖·米哈伊洛维奇·特列季亚科夫的话剧《怒吼吧！中国》的美国首演。在美共《共产党人》月刊发表了很多篇关于中国革命的长篇文章。与张报（莫国史、莫震旦）用笔名合写了英文版《苏维埃中国》一书，介绍中国苏维埃土地革命的背景、概况和进展，中共驻共产国际代表团把此书交给莫斯科的外国工人出版社重印发行。还与张报通过美共的工人学校在纽约组织以中国革命为主题的星期日演讲会。
1931年在加州参加太平洋国际学会。1933年9月7日参与创办《今日中国》（China Today）月刊，主要撰稿人是菲利普·贾菲（冀朝鼎的妻子海丽的表兄）、冀朝鼎（笔名Hansu Chan）、托马斯·阿瑟·毕森（毕恩来）三人。
冀朝鼎在纽约一直坚持攻读哥伦比亚大学经济学博士六年，除读完学位必需课程外，该校经济系教授开设的课程一一读完。在哥伦比亚大学图书馆结识了做经济研究的爱德乐（Solomon Adler）。1934年在《太平洋事务》杂志发表历史经济学论文《中国历史统一与分裂的经济基础》。1935年冀朝鼎获得哥伦比亚大学经济学博士学位。博士论文《中国历史上的经济分区与水利事业的发展》(Key economic areas in chinese history as revealed in the Developmentof Public Works for Water-Control)获得哥伦比亚大学的Seligman Economics Prize，被太平洋国际学会的关于亚洲历史与社会的重要学术探索项目赞助，以专著形式在英国伦敦出版。从这篇著作就可以看出作者采取马克思主义的理论体系，其所体现的历史观与方法与马克思研究欧洲历史的思路基本一致，以及对当时半殖民地半封建中国历史与未来命运的思考。著名美国学者、中国问题专家拉铁摩尔说：“这是一篇具有独创见解、善于独立思考、很有说服力的论述。”英国剑桥大学教授李约瑟评论说：“冀朝鼎博士的论文作出了天才的贡献；可能是迄今为止，在中国历史上探索发展变革的最杰出的英文著作。”并高度评价此书对《中国科学技术史》水利部分的意义。1936年，德国历史学家、东方学者魏复古在《太平洋事务》杂志评价：“对于真正理解中国的过去与现在的极为重要的贡献”，并认为冀朝鼎用的“半封建”可以更好地表达为“东方社会”或“东方专制主义”。 Sidney Klein在1964年重印本出版时评价：“这本书完成并出版30年后，它仍然为中国经济历史提供着别处没有的数据与视角”。 博士毕业后，冀朝鼎继续在纽约大学华尔街银行分校进修国际贸易和金融课程三年。
由于《今日中国》过于鲜明的政治立场、缺少学术性，不符合结成最广泛的国际反法西斯统一战线的需求，1937年菲利普·贾菲与弗雷德里克·范德比尔德·菲尔德创办了更为温和、开放的学术和政治性的《美亚杂志》，作为《今日中国》的后继。拉铁摩尔、托马斯·阿瑟·毕森（毕恩来）、陈翰笙与冀朝鼎都是《美亚杂志》的主要撰稿人。冀朝鼎是该杂志的《远东经济评论》（Far Eastern Economic Notes）专栏作家。
1937年，冀朝鼎成为太平洋国际学会的领薪研究员（research staff）。由洛克菲勒基金会资助9万美元，1938年6月冀朝鼎回中国做抗战现地经济调查，写成十万余字英文专著《中国战时经济的发展》，对中国抗日战争时期的工业、农业、资源、金融、物价、交通运输、人民生活等情况作了全面系统的介绍和分析。这篇报告，受到了美国政治、经济和学术界的重视，对美国此后确定对华政策（援华抗日）起了重要作用。同时受美共指示与中共建立起直接联系。在武汉与父母弟弟妹妹们重聚。1938年底冀朝鼎在重庆见到了周恩来，被安排举家赴延安参加抗日工作，因患阑尾炎开刀，误了组织上安排的长途卡车车队，未能成行。周恩来指示冀带父母弟妹全家回美国搞国际统战工作更能发挥作用。1938年12月冀贡泉携夫人张陶然、长子冀朝鼎、四子冀朝理、五子冀朝铸和小女儿冀青离重庆，飞抵昆明，乘火车到西贡、乘船到新加坡、乘英国远洋轮船至法国马赛港，又从法国瑟堡乘船横渡大西洋于1939年2月2日抵达美国纽约。冀贡泉参与筹备创办《美洲华侨日报》并任主编。冀朝鼎在太平洋国际学会支领薪水直至1940年春季。

## 返回中國
1940年，由于美国国会通过法律限制共产党活动，美共取消了非美国公民的美共党籍。冀朝鼎经美国财政部专家爱德乐（Solomon Adler）介绍，加入了国民政府出资于1938年10月在纽约创办的、陈光甫任董事长的环球贸易公司（Universal Tradinge Corporation），该公司以民间商业形式落实中美间的2500万美元《桐油贷款》与2000万美元5万吨锡的《滇锡贷款》。冀朝鼎先是担任陈光甫秘书。1940年7月24日以中国财政部访美代表团秘书身份获得了外交官签证。1940年7月以秘书身份陪同陈光甫经马尼拉、碧瑶回国考察滇西的中美贸易交通线滇缅公路的桐油外运并赴昆明、重庆。在重庆通过陈光甫结识了国民政府财政部长、山西老乡也曾留美的孔祥熙。孔祥熙与冀朝鼎的父亲冀贡泉是世交。孔祥熙把冀引见给蒋中正。获得了孔、蒋的赏识。1940年12月返美，途中得了胰腺炎，被迫停留在檀香山治病差点病死，后抵达纽约任环球进出口公司总务处（Geeral Affairs Department）代理主任。1941年4月被美方第一任平准基金代表福克斯（A.Manuel FOX，哥伦比亚大学经济学教授）推荐推荐出任设在香港的中美英平准基金委员会（Sino-American British Currency Stabilization Board）秘书长，月薪600美元的大部寄给了在纽约的妻儿。这时美国财政部专家爱德乐也到重庆担任中美英平准基金委员会美方代表、美国驻华大使馆财政专员。1942年冀朝鼎兼任国民政府外汇管理委员会（Exchange Control Commission）秘书长。1942年底，冀朝鼎陪同爱德乐到新疆考察西北国际大通道，一直旅行到阿拉木图，观察到盛世才转为反共，羁押了毛泽民、陈潭秋等人。冀朝鼎把新疆的情况转告给周恩来。1943年重庆当局与美国关系恶化，陈光甫与中国银行董事长贝祖怡指责冀朝鼎与爱德乐组成了平准基金委员会内亲孔小集团，二人每周与宋霭龄打桥牌。冀朝鼎出色的语言能力和多年的留美背景也很受宋霭龄赏识。孔祥熙亲近地称冀朝鼎为“老伯”。1943年美国在成都附近修建战略轰炸机机场，需要耗资数十亿法币，美国财政部长摩根索对重庆当局不同意调整法币与美元的20比1官方汇率靠近80比1市场汇率非常不满，于是同意爱德乐建议，1944年2月解散平准基金，随即冀朝鼎出任国民政府外汇管理委员会主任秘书。1944年3月起兼任中央银行经济研究处事务长，主编《中央银行月报》。1944年6月随孔祥熙参加了布雷顿森林会议，任中国代表团主任秘书。陪同孔祥熙在华盛顿同美国财政部商谈了美军在华费用以及美国向中国运送黄金问题。1944年6月罗斯福派副总统华莱士访华，冀全程陪同，提供了蒋、孔家族贪污腐败情况。归国后，时任行政院长宋子文已经踢掉了孔祥熙在财政部势力，冀朝鼎不再担任外汇管理委员会职务，但仍是中央银行经济研究处负责人。孔祥熙在重庆邀集金融界巨头成立了“中国国际经济协会”，孔任会长，委任冀朝鼎为协会秘书长。
抗战胜利后，孔祥熙下台，冀朝鼎仍然是宋子文的重要智囊，随中央银行复员飞抵上海，任中央银行稽核处处长，接收日、伪金融机构。1945年10月，兼任热河省政府委员。
据陈立夫回忆录中《冀朝鼎祸国阴谋之得逞》一节所述：宋子文“中文程度差，平日均用英文。冀朝鼎这个人英文不错，可能投其所好。孔、宋两人都因冀很能干，结果冀为共产党在我方财政方针任设计工作。他专门替孔、宋出坏主意，都是损害国家和损害政府信用的坏主意”。陈立夫举证“黄金储蓄券六折还本”与“美金储蓄券到期赖账”两例，指其为冀朝鼎所为。黄金储蓄券到期后因财力紧张，宋子文就提出按六折还本。陈立夫一再反对，并提出用第二期增发来全额赎回第一期。国民政府又发行过美元储蓄券，到期后应以美元赎回，宋子文却不予兑现。“但蒋公太相信宋了，他总认为宋是财经专家。”宋说没有其他办法就没有其他办法，“从此乃使政府金融信用扫地”。“以上两项金融缺失，再加上法币与伪币不合理的悬殊兑换比率（200元伪币兑换1元法币），无异使富者变穷，贫者愈加穷困了。这都是冀朝鼎替宋出的坏主意”，“大陆沦陷后，冀朝鼎被毛任为财政部重要职位，可以为证。”
1946年至1948年冀朝鼎兼任圣约翰大学教授、暨南大学商学院教授，主讲《国际贸易与汇兑》、《国际货币金融》、《中国的经济结构》。1947年2月中共驻南京谈判代表撤回延安时，周恩来曾拟以“吉兄”化名致信冀朝鼎未果，转由邓颖超代为致意：
|  | “吉兄本拟留书给你，以临行匆忙未果，特代草数行以寄意。兹际时局严重，国运益艰，尤需兄大展才能之时，深望能做更多贡献。想兄必具责无旁贷，义不容辞之感。吾辈既有志，更宜具远大眼光也。不知吾兄以为如何？” |

1947年以中国代表团专家身份，担任联合国亚洲及远东经济委员会秘书长。1948年初，赴印度参加了第三届联合国亚洲及远东经济委员会。1948年12月，又参加了在澳大利亚举行的第四届联合国亚洲及远东经济委员会会议。会上，冀朝鼎在发言中强烈反对美国给日本提供财政援助。 1948年末，冀朝鼎途经香港回国时，接到了傅作义的一封电报，邀请冀朝鼎去北平担任“华北剿总”的经济处处长。冀朝鼎同罗静宜乘坐国民党空军运钞票的小飞机到了解放军围城中的北平。期间多次与傅作义商议北平和平移交的问题。 

## 新中國之後
北平被中共占领后，任中国人民银行经济研究处处长，草拟了华北管理外汇办法初稿，并为中国人民银行建立起一个研究统计工作的机构，对各种经济数据进行统计，为国民经济的恢复决策提供基本依据。1949年5月以副军代表身份在上海接收中国银行，任副总经理兼国外部经理，主管上海的外汇业务，负责收兑银元和伪钞，初步建立起中华人民共和国外汇管理制度。中国银行迁到北京后，冀朝鼎任副董事长。1949年11月21日任政务院财政经济委员会委员兼外资企业局局长，圆满处理了1952年5月7日开滦煤矿的回收事宜。1950年1月，英国政府承认中华人民共和国；1950年2月4日，任“政务院接收港九中国伪政府机构工作团”团长。1951年初任政务院财政经济委员会委员兼计划局副局长，负责贸易和统计工作。1951年秋，他应李约瑟邀请赴英国到剑桥大学讲学，这是中华人民共和国成立后第一位应邀去外国讲学的中国学者，向英国学术与政经各界人士介绍了中国的传统文化和现代文化，特别是中华人民共和国成立后的景象。1951年10月，与马寅初、南汉宸、吴觉农参加了哥本哈根召开的来自21个国家的工商业者国际经济会议筹备会议。1952年4月，以南汉宸为团长，冀朝鼎为秘书长的中国代表团参加了在莫斯科召开的国际经济会议，来自48个国家的471名与会者，会议宗旨是反对美国实施的国际贸易封锁禁运，促进自由贸易发展。会上，中国与英国贸易界签订了2000万英镑的年度贸易协定，随后与西德、法国、比利时、荷兰、瑞士、锡兰、印尼、芬兰、意大利、巴基斯坦签订了2亿3千万美元的贸易协定。其中最为有名的是与锡兰的“大米换橡胶贸易协定”，解决了美国禁运下中国与苏东的天然橡胶急缺之急。与会各国都相继成立了“国际贸易促进会”，中国国际贸易促进会会长南汉宸，秘书长冀朝鼎。1953年6月，在朝鲜战争惨烈背景下，英国国际贸易促进会组团访华，这是来自发达资本主义国家的第一个贸易代表团。1955年升任贸促会副会长主管贸促会日常业务工作。冀朝鼎的其他社会职务有：“毛选英译委员会”成员、中国人民政治协商会议全国委员会委员、中国人民保卫世界和平委员会常务委员、中国人民对外文化协会 常务理事、中国拉丁美洲友好协会副会长、全国工商联执行委员以及中国科学院哲学社会科学部委员等职。但他的主要任务是领导贸促会的工作。
1956年4月2日，根据政务院1954年会议决定，中国国际贸易促进委员会对外贸易仲裁委员会正式成立，冀朝鼎为首届仲裁委员会主席。《中华人民共和国对外贸易》杂志以前不定期出版，一共出了5期，1958年起改由贸促会出版，冀朝鼎任编委会主任。
1956年5月5日至21日，冀朝鼎率领贸促会代表团参加巴黎国际博览会。中法没有建交背景下，法国外长与工商部长会见了冀朝鼎；17天接待了法国总统以下观众80万人。1956年9月9日至16日，冀朝鼎率领贸促会代表团到维也纳参加秋季国际博览会，会见了奥地利总理，接待了观众8万人。期间发生了“打火机事件”。
1956年10月率中国经济技术访问团访问了英国、比利时、奥地利、卢森堡接触了工商人士上千人。1958年至1962年底，率团参加了开罗、万隆、新德里、科伦坡举行的亚非经济合作会议。1962年底至1963年初，率团访问了巴西、智利、玻利维亚、英属圭亚那、委内瑞拉、墨西哥。

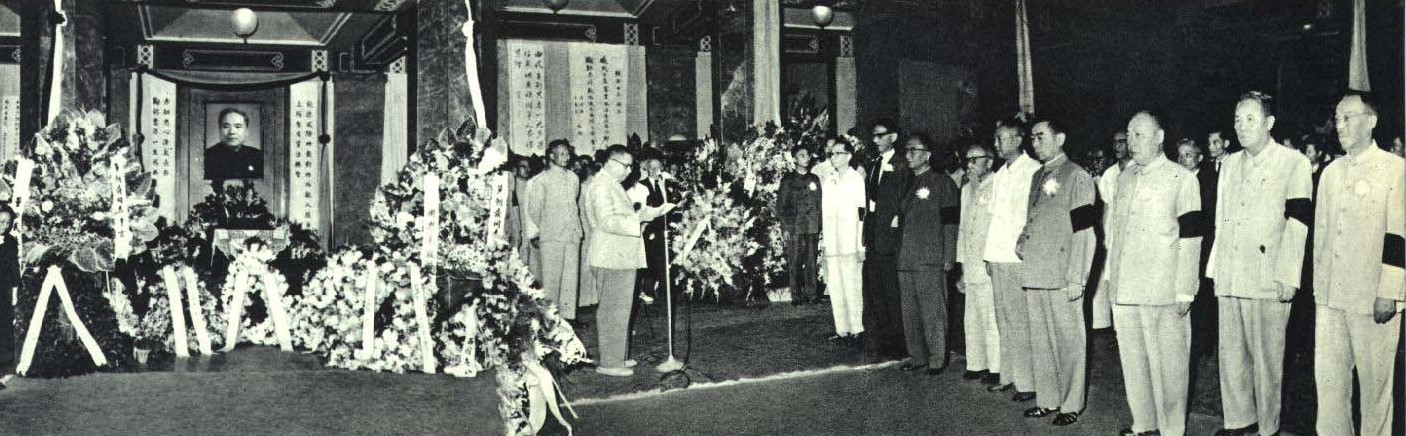
1963年的冀朝鼎追掉会

1963年冀朝鼎访问了巴西、墨西哥等拉美国家，他同巴西总统若昂·古拉特商定了中国去巴西举办展览的问题。另一件大事是，当时非洲的阿尔及利亚已摆脱了法国殖民统治，本·贝拉刚当选总统上台执政，但对阿新政权的动向中央还不太摸底。因此周总理指示冀朝鼎，要他利用去阿尔及利亚主持中国展览会的机会，和本·贝拉接触，了解阿的政治走向，以便获得第一手材料，供中央制定中阿关系的政策作参考。8月8日冀朝鼎突发脑溢血，晕倒在办公室。1963年8月9日中午病逝，享年60岁。周正在杭州，获知冀去世的消息后，当即指示：“1、冀朝鼎同志治丧委员会的名单中要加上我和邓颖超的名字；2、何时举行追悼会，我参加；3、追悼会不能在一般地方举行，要改在首都剧场。”周总理看到外电关于冀朝鼎生平的报道后，又立即指示新华社赶快将冀朝鼎的事绩对外报道。1000多名中外人士参加追悼会，15位主祭人是：周恩来、陈毅、李先念、廖承志、南汉宸、郭沫若、康生、陈叔通、傅作义、叶季壮、刘宁一、张奚若、楚图南、柯福兰（美国）、爱德乐（英国）。柯福兰、爱德乐是冀朝鼎同志生前好友、共产党人，也是冀推荐他们来华工作的外国专家。两位外国人同党和国家领导人一起参加主祭，是没有先例的。周特意在悼词中增入一句：“尤其在秘密工作时期中，他能立污泥而不染”。国务院外事办公室副主任廖承志致悼词：
|  | 冀朝鼎同志对党和工人队级的革命事业无限忠诚。在同国内外敌人进行斗争中，尤其在秘密工作时期中，他能出污泥而不染，立场坚定，机智灵活，对敌人斗争英勇顽强，对党组织忠诚老实，忠心耿耿，从不计较个人得失，工作中鞠躬尽瘁，遵守纪律，不怕艰苦，任劳任怨，夜以继日忘我地为党工作，把毕生精力献给了党的伟大事业，成为我们在国际活动中的榜样。 |

1963年12月5日，李约瑟、拉铁摩尔、鲁滨逊夫人（剑桥大学教授，英国国际贸促会副会长）等国际友人在伦敦举行了“革命学者冀朝鼎”追思大会。
罗静宜遵照冀朝鼎的遗愿，把他五十年代在北京收集的百余件古董文玩捐赠给故宫博物院，达不到故宫博物院收藏标准的予以发卖，所得2000余元全部捐赠给中国国际贸易促进会作为生活互助基金。并将生活结余存款1万余元一次性交了党费。

## 家庭
- 祖父冀玉卿：前清秀才，在家乡教私塾。1938年病故于汉口，享年84岁。
- 父亲冀贡泉（1882-1967年8月）：留日法律本科，担任过山西省法政专科学校校长、山西省司法厅长、山西省教育厅长、北京大学法律系主任、建国后任山西省政协副主席。
- 妻子Harriet Levine（海丽）：美籍犹太裔，生于纽约，父母于1904年从乌克兰移居美国。1927年9月同船去欧洲参加苏联十月革命十周年纪念活动而相识，二人于巴黎结婚。与冀朝鼎育有两子。1941年冀朝鼎离美回国，至1947年海丽才携子到上海的中央银行宿舍团聚。1950年冀朝鼎委托陈翰笙在美国代办与海丽离婚手续。
- 第二任妻子：罗静宜（1905年1月-1998年7月27日），北师大女附中毕业。1925年9月在美国加州大学和斯坦福大学留学期间参加革命，加入美国反帝大同盟，从事宣传工作。1927年2月加入共产党。任美国共产党中国局妇女组织员。1927年与施滉结婚。1928年在中国劳动者共产主义大学学习。1930年在中共中央翻译科工作。1931年任中共香港市委书记。1936年至1949年，先后在新疆、兰州、西宁等地从事地下工作。1941年在兰州搞地下工作时被盛世才、朱良才通缉，潜逃至重庆做买卖、办公司，掩护地下工作。抗战胜利后，到上海继续商业经营，同时在暨南大学任教。中华人民共和国成立后，1950年邓颖超、杨之华代表党组织到中国银行批准罗静宜与冀朝鼎结婚。罗静宜先后担任中央贸易部对外贸易局联络处处长，中国国际贸易促进会业务部部长，对外文委处长、副司长、研究室副主任，中国巴基斯坦友好协会总干事，中央调查部副局长。中国人民政治协商会议第四届全国委员会委员，1979年被评为全国三八红旗手。1983年3月国家安全部副部长级离休。[15]
- 长子：冀中田，较懂中国文化。计算机专家。八十年代多次来清华大学与北京大学讲学交流。
- 次子：冀中民（Carl），1940年生于纽约。

## 评价
陳立夫認為，冀朝鼎為共產黨在國民政府制定的財政政策，導致國民政府在國共內戰失敗。
罗青长认为，冀朝鼎在40年代初受命回国，他建议国民党政府发行金圆券，使其爆发了更为严重的经济危机，导致经济崩溃，加速了国民党统治的覆灭。
冀朝鼎的秘书廖训振认为，冀朝鼎思维敏捷，说话速度很快，与根据地的干部差别明显。指出冀朝鼎在50年代就提出，利用外资、引进先进技术，称赞“他应该是那个时代中国最具世界眼光的人之一。”
拉铁摩尔在他的悼词称冀朝鼎在国民政府中“虽然获得了称心如意、纸醉金迷的官职，但他却没有腐化堕落，也从不对任何人阿谀奉承”。他还认为，蒋介石并非不了解冀朝鼎的马克思主义背景，但蒋介石认为抗战结束后中国将依赖美国，急于需要了解资本主义的经济专家，因此将冀朝鼎留用。

## 轶事
冀朝鼎与李约瑟关系不错，被李约瑟称作好友，曾为李约瑟著作《中国科学与文明》（Science and Civilisation in China）题字“中国科学技术史”，后来这成为了该著作中译本书名。